# استر کولاوول
استر کولاوول (به انگلیسی: Esther Kolawole،  زادهٔ ۴ ژانویهٔ ۲۰۰۲) یک کشتی‌گیر زن آزادکار اهل کشور نیجریه است. وی سابقه حضور در المپیک ۲۰۲۴ پاریس را دارد.  